# USS Swasey (DE-248)
USS Swasey (DE-248) là một tàu hộ tống khu trục lớp Edsall từng phục vụ cùng Hải quân Hoa Kỳ trong Chiến tranh Thế giới thứ hai. Nó là chiếc tàu chiến thứ ba của Hải quân Hoa Kỳ được đặt cái tên này, nhưng là chiếc thứ hai được đóng, đặt theo tên Đại úy Hải quân Charles Swasey (1839-1862), người đã tử thương vào ngày 4 tháng 10, 1862 trong cuộc Nội chiến Hoa Kỳ. Nó đã phục vụ cho đến khi chiến tranh kết thúc, xuất biên chế năm 1946, rồi cuối cùng bị bán để tháo dỡ vào năm 1974 Swasey được tặng thưởng một Ngôi sao Chiến trận do thành tích phục vụ trong Thế Chiến II.

## Thiết kế và chế tạo
Lớp Edsall có thiết kế hầu như tương tự với lớp Cannon dẫn trước; khác biệt chủ yếu là ở hệ thống động lực Kiểu FMR do được trang bị động cơ diesel Fairbanks-Morse dẫn động qua hộp số giảm tốc đến trục chân vịt. Đây là cấu hình động cơ được áp dụng rộng rãi trên tàu ngầm, được chứng tỏ là có độ tin cậy cao hơn so với lớp Cannon.
Vũ khí trang bị bao gồm ba pháo 3 in (76 mm)/50 cal trên tháp pháo nòng đơn có thể đối hạm hoặc phòng không, một khẩu đội pháo phòng không Bofors 40 mm nòng đôi và tám pháo phòng không Oerlikon 20 mm. Vũ khí chống ngầm bao gồm một dàn súng cối chống tàu ngầm Hedgehog Mk. 10 (có 24 nòng và mang theo 144 quả đạn); hai đường ray Mk. 9 và tám máy phóng K3 Mk. 6 để thả mìn sâu. Con tàu vẫn giữ lại ba ống phóng ngư lôi Mark 15 21 inch (533 mm), và được trang bị radar SC dò tìm không trung và mặt biển. Thủy thủ đoàn đầy đủ bao gồm 186 sĩ quan và thủy thủ.
Swasey được đặt lườn tại xưởng tàu của hãng Brown Shipbuilding, ở Houston, Texas vào ngày 30 tháng 12, 1942. Nó được hạ thủy vào ngày 18 tháng 3, 1943, được đỡ đầu bởi cô Catherine Stokes, và nhập biên chế cùng Hải quân Hoa Kỳ vào ngày 31 tháng 8, 1943 dưới quyền chỉ huy của Hạm trưởng, Đại úy Hải quân Hugh McLeod Godsey.

## Lịch sử hoạt động

### Mặt trận Đại Tây Dương
Sau khi khởi hành đi Galveston, Texas, vào ngày 4 tháng 9, 1943 để được tiếp liệu, Swasey chuyển đến New Orleans, Louisiana vào ngày 13 tháng 9, rồi lên đường đi Bermuda vào ngày hôm sau để tiến hành chạy thử máy huấn luyện. Khi hoàn tất vào ngày 23 tháng 10, nó đi đến Xưởng hải quân Charleston để sửa chữa sau chạy thử máy, và lên đường đi Norfolk, Virginia vào ngày 3 tháng 11. Nó thực hiện một chuyến khứ hồi đến New York hai tuần sau đó, và quay trở về vào ngày 21 tháng 11.
Swasey được điều động gia nhập Lực lượng Đặc nhiệm 64 để hộ tống cho Đoàn tàu UGS-25 vượt Đại Tây Dương để đi sang Bắc Phi; đoàn tàu đến nơi vào ngày 10 tháng 12, và nó gia nhập Đoàn tàu GUS-24 một tuần sau đó cho chặng đường quay trở về Hoa Kỳ. Nó đang chờ đợi để cặp cảng New York vào ngày 3 tháng 1, 1944, khi một vụ nổ ra xảy trên chiếc tàu khu trục Turner (DD-648) đang ở cách nó 3.000 thước Anh (2.700 m). Swasey lập tức đi đến để trợ giúp, nhưng không thể áp sát do có nhiều tàu nhỏ đang ở gần Turner vào lúc đó. Nó thả xuồng máy cùng một đội chữa cháy và cứu hộ để trợ giúp cho chiếc tàu lâm nạn, rồi sau đó tiếp cận ở khoảng cách 20 thước Anh (18 m) và hướng mọi vòi cứu hỏa sang dập lửa trên Turner. Tuy nhiên mọi nỗ lực đã không thành công, và Turner lật úp và đắm sau một tiếng nổ lớn lúc 07 giờ 50 phút.
Sau khi được bảo trì từ ngày 4 đến ngày 13 tháng 1, Swasey hoạt động huấn luyện tại khu vực Casco Bay, Maine, trước khi lên đường đi Norfolk vào ngày 21 tháng 1. Nó khởi hành ba ngày sau đó để hộ tống cho Đoàn tàu UGS-31 đi sang Bắc Phi, đi đến Gibraltar vào ngày 13 tháng 2. Nó lên đường ba ngày sau đó cho chặng quay trở về cùng Đoàn tàu GUS-30 và về đến New York vào ngày 8 tháng 3. Sau đó nó gia nhập Lực lượng Đặc nhiệm 65 tại Norfolk, rồi khởi hành vào ngày 24 tháng 3 trong thành phần hộ tống cho Đoàn tàu UGS-37, bao gồm 60 tàu buôn và sáu tàu đổ bộ LST, để hướng sang Bizerte, Tunisia. Giai đoạn đầu của chuyến đi không gặp sự cố gì, cho đến khi đoàn tàu băng qua eo biển Gibraltar và đi dọc bờ biển Algeria. Lúc chiều tối ngày 11 tháng 4, máy bay của Không quân Đức bắt đầu xuất hiện.
Ngay trước nữa đêm, một lực lượng khoảng hai tá máy bay ném bom Dornier Do 217 và Junkers Ju 88 đã tấn công đoàn tàu. Các tàu hộ tống đã thả màn khói ngụy trang để che khuất các tàu buôn, nên họ phải chịu đựng phần lớn đợt không kích. Lúc 23 giờ 45 phút, Swasey nổ súng nhắm vào một máy bay ném bom-ngư lôi tiếp cận từ mạn trái, đối thủ phóng quả ngư lôi đi sát mạn trái chỉ cách con tàu 15 ft (4,6 m). Đến 23 giờ 55 phút, các xạ thủ bắn rơi một máy bay ném bom bay lướt qua phía đuôi tàu ở độ cao chỉ 50 ft (15 m). Quá nữa đêm lúc 00 giờ 04 phút, một máy bay khác bay cắt từ mạn trái sang mạn phải cách mũi tàu 200 yd (180 m); rồi một quả ngư lôi áp sát mũi tàu lúc 00 giờ 12 phút, buộc con tàu phải ngoặc gấp để né tránh. Không có chiếc tàu buôn nào chịu hư hại trong vụ không kích, nhưng tàu chị em Holder (DE-401) trúng phải một quả ngư lôi bên mạn trái và phải được kéo đi. Đoàn tàu đi đến vào ngày 13 tháng 4, và Swasey cùng với lượng Đặc nhiệm 65 hộ tống cho Đoàn tàu GUS-37 về đến New York vào ngày 11 tháng 5.
Trong thành phần Đội hộ tống 13, Swasey gia nhập Đội đặc nhiệm 22.5, được hình thành chung quanh tàu sân bay hộ tống Croatan (CVE-25). Đội đặc nhiệm khởi hành từ Norfolk vào ngày 4 tháng 6, hoạt động tuần tra tìm-diệt tàu ngầm đối phương dọc các tuyến hàng hải tại Đại Tây Dương, rồi ghé đến Casablanca, Maroc thuộc Pháp  vào ngày 26 tháng 6 để được tiếp liệu. Lực lượng rời Casablanca vào ngày 30 tháng 6 để tiếp tục truy lùng tàu ngầm đối phương tại Đại Tây Dương, trước khi quay về New York vào ngày 22 tháng 7. Sau một lượt đại tu ngắn và huấn luyện ôn tập tại khu vực Casco Bay, nó quay về Norfolk để gia nhập trở lại cùng Đội đặc nhiệm 22.5. Đơn vị rời Norfolk vào ngày 21 tháng 8 để huấn luyện tại vùng biển Bermuda, trước khi tiếp tục tuần tra chống tàu ngầm.
Vào ngày 9 tháng 9, đội đặc nhiệm được lệnh đi đến phía Đông để né tránh một cơn bão. Sáu ngày sau Swasey cùng tàu chị em Frost (DE-144) được lệnh lên đường tìm kiếm những người sống sót của tàu khu trục Warrington (DD-383) vốn đã bị đắm bởi cơn bão. Lúc 09 giờ 40 phút ngày 15 tháng 9, họ tìm thấy chiếc tàu kho chứa Hyades (AF-28) vốn đã đi cùng Warrington và đang túc trực tại nơi lâm nạn. Swasey thả xuồng để tìm kiếm những người sống sót, nó vớt được hai người và thu thập thi thể của 30 người tử nạn, vốn sau đó được mai táng trên biển. Sau đó nó quay trở lại tuần tra cùng đội đặc nhiệm cho đến khi quay trở về New York vào ngày 20 tháng 10 để bảo trì.
Đi đến Norfolk vào ngày 11 tháng 10, Swasey lại lên đường đi Bermuda ba ngày sau đó để huấn luyện ôn tập. Nó quay trở về Norfolk sáu tuần sau đó rồi khởi hành vào ngày 26 tháng 12 để đi sang vịnh Guantánamo, Cuba, nơi nó tiếp tục huấn luyện cùng đội đặc nhiệm tìm-diệt tàu ngầm. Quay trở về Norfolk vào ngày 30 tháng 12, nó đi đến Baltimore, Maryland cho kỳ nghĩ phép từ ngày 2 đến ngày 5 tháng 1, 1945. Nó cùng Đội đặc nhiệm 22.5 quay trở lại Bermuda vào ngày 10 tháng 1 để tiếp tục huấn luyện và tuần tra chống tàu ngầm; đơn vị quay trở về New York vào ngày 4 tháng 2.
Trở ra khơi vào ngày 25 tháng 3, Swasey cùng đội đặc nhiệm tìm-diệt hoạt động truy lùng tại khu vực giữa Bắc Đại Tây Dương, sau khi có tin tức về một đợt tập trung tàu ngầm U-boat đối phương. Sau nhiều lần bắt được tín hiệu đối phương nhưng tấn công không có kết quả, mãi đến cho ngày 15 và 16 tháng 4 đội đặc nhiệm mới ghi được chiến công. Các tàu chị em Stanton (DE-247) và Frost đã đánh chìm U-1235 vào ngày 15 tháng 4 tại tọa độ 42°54′B 30°25′T / 42,9°B 30,417°T; toàn bộ 57 thành viên thủy thủ đoàn của U-1235 đều tử trận. Vào ngày 16 tháng 4, Swasey tham gia vào việc truy tìm U-880, nhưng chiến công đánh chìm chiếc U-boat được ghi nhận cho Stanton và Frost. U-880 đắm tại tọa độ 47°18′B 30°26′T / 47,3°B 30,433°T; toàn bộ 49 thành viên thủy thủ đoàn của nó đều tử trận. Đội đặc nhiệm quay trở về Argentia, Newfoundland từ ngày 22 đến ngày 28 tháng 4 để tiếp nhiên liệu và đạn dược trước khi tiếp tục tuần tra chống tàu ngầm. Họ vẫn đang ở giữa Đại Tây Dương khi chiến tranh kết thúc tại Châu Âu.

### Mặt trận Thái Bình Dương
Swasey quay trở về New York vào ngày 14 tháng 5 và ở lại cảng này cho đến ngày 29 tháng 5, khi nó lên đường đi Charleston, South Carolina để được đại tu từ ngày 1 tháng 6 đến ngày 1 tháng 7, đồng thời dàn hỏa lực phòng không cũng được tăng cường nhằm chuẩn bị để được điều động sang khu vực Mặt trận Thái Bình Dương. Nó tiến hành huấn luyện ôn tập tại khu vực vịnh Guantánamo, Cuba từ ngày 4 tháng 7 đến ngày 7 tháng 8, rồi lên đường đi sang vùng bờ Tây, băng qua kênh đào Panama vào ngày 11 tháng 8 và đi đến San Diego, California vào ngày 14 tháng 8. Đúng vào ngày này, bên kia đường đổi ngày quốc tế, Nhật Bản đã chấp nhận đầu hàng, giúp chấm dứt vĩnh viễn cuộc xung đột.
Dù sao Swasey vẫn lên đường vào ngày 26 tháng 8 để đi sang quần đảo Hawaii, đi đến Trân Châu Cảng vào ngày 2 tháng 9. Nó được lệnh quay trở lại vùng bờ Tây với 100 hành khách trên tàu, tiễn họ rời tàu tại San Diego vào ngày 11 tháng 9, rồi tiếp tục hành trình vào ngày hôm sau để quay về Norfolk, Virginia ngang qua kênh đào Panama.

### Sau chiến tranh
Khi về đến Norfolk vào ngày 28 tháng 9, Swasey được chuẩn bị để ngừng hoạt động. Nó trải qua một tháng đại tu trong xưởng tàu trước khi lên đường đi Green Cove Springs, Florida, đến nơi vào ngày 27 tháng 10, nơi nó được đưa về Hạm đội Dự bị Đại Tây Dương. Con tàu được cho xuất biên chế vào ngày 15 tháng 1, 1946; tên nó được cho rút khỏi danh sách Đăng bạ Hải quân vào ngày 1 tháng 11, 1972, và cuối cùng con tàu bị bán để tháo dỡ vào ngày 30 tháng 1, 1974.

## Phần thưởng
Swasey được tặng thưởng một Ngôi sao Chiến trận do thành tích phục vụ trong Thế Chiến II.
|  | Bronze star |

| Huân chương Chiến dịch Hoa Kỳ | Huân chương Chiến dịch Châu Âu-Châu Phi-Trung Đông với 1 Ngôi sao Chiến trận | Huân chương Chiến thắng Thế Chiến II |